# مقارین، قنا
مقارین، روستایی از توابع شهرستان قوص در استان قنا و کشور مصر است.

## جمعیت
براساس سرشماری سال ۲۰۰۶ مصر، جمعیت آن ۵۳۱۹ نفر( ۲۵۵۲ مرد و ۲۷۶۷ زن ) بوده‌است.